# Bělověž
Bělověž (polsky Białowieża [biauověža]) je polská ves v Podleském vojvodství na samé hranici s Běloruskem. Je sídlem správy polské části Bělověžského národního parku, který byl vytvořen na ochranu Bělověžského pralesa zapsaného od roku 1979 na seznam světového dědictví UNESCO. První zmínky osídlení jsou z roku 1699, kdy zde již existoval statek.
V období mezi první a druhou světovou válkou v obci žilo 9500 lidí, po válce byl počet asi třetinový. Bělověž žije zejména z turistiky.
V Bělověži se nacházel lovecký dvůr litevských knížat a polských králů. Z oněch dob se zachoval obelisk na hrázi a skupina dubů na zámeckém návrší. V 19. století pak zde nechal car Alexandr III. postavit zámek, který byl spálen maďarskými oddíly (podporující Němce) v roce 1944 a rozebrán v roce 1961. Nyní se na jeho místě nachází Přírodovědecké muzeum.

## Památky
- Obelisk na zámecké hrázi na počest krále Polska a elektora saského, nejstarší bělověžská památka
- Pravoslavný kostel sv. Mikuláše se zajímavým porcelánovým ikonostasem
- Myslivna z 19. století
- Zámecký park z 19. století
- Katolický kostel v „národním stylu“ z 20. let 20. století
- Nákladové nádraží z 19. století „Białowieża Towarowa“
- Skanzen lidové architektury